# Przedstawicielstwo Handlowe Rosji w Polsce

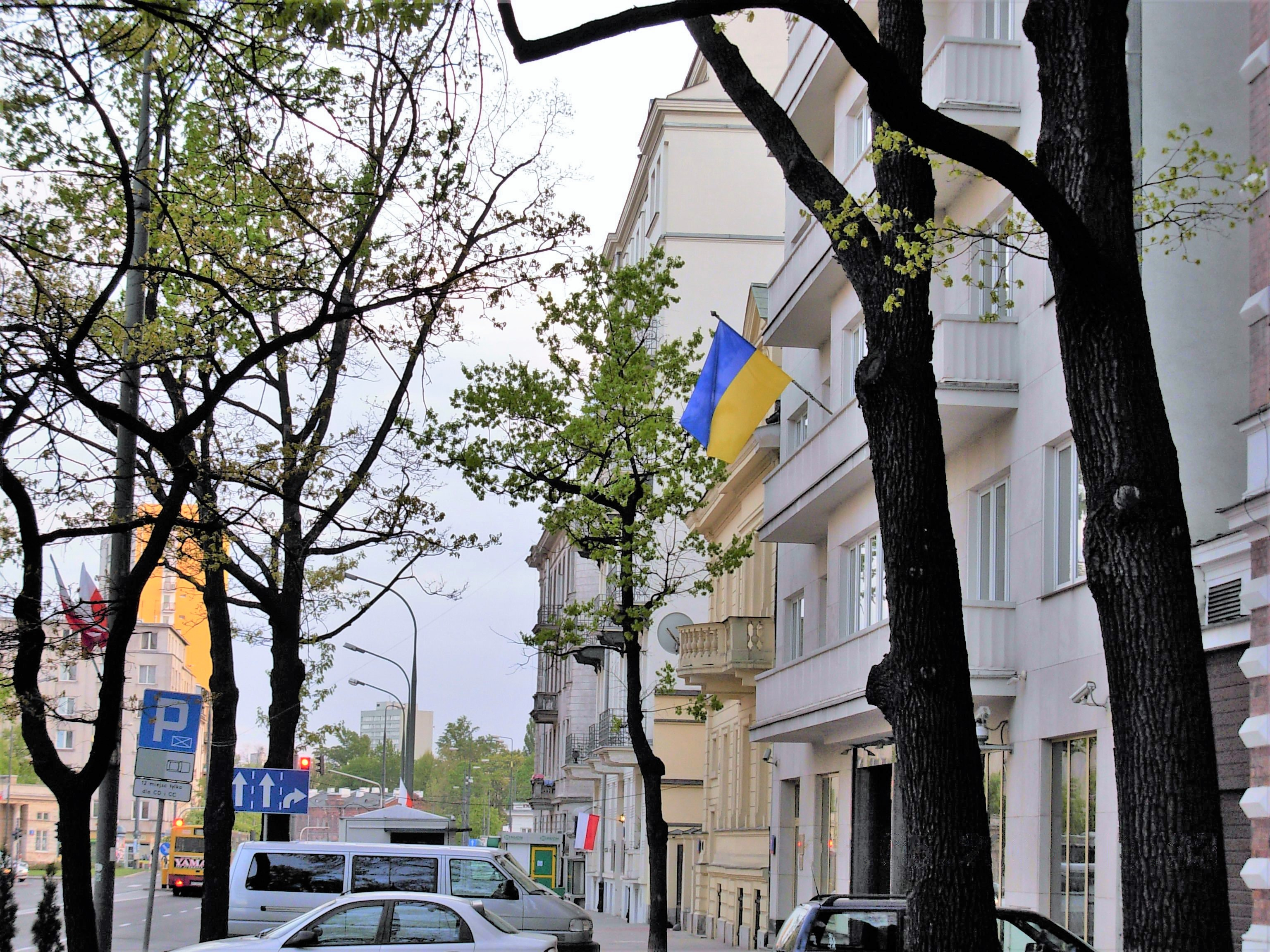
Budynek. b. Przedstawicielstwa Handlowego ZSRR w al. I Armii WP 7, obecnie al. Szucha (1946–1976), w 1996 przekazany Ambasadzie Ukrainy

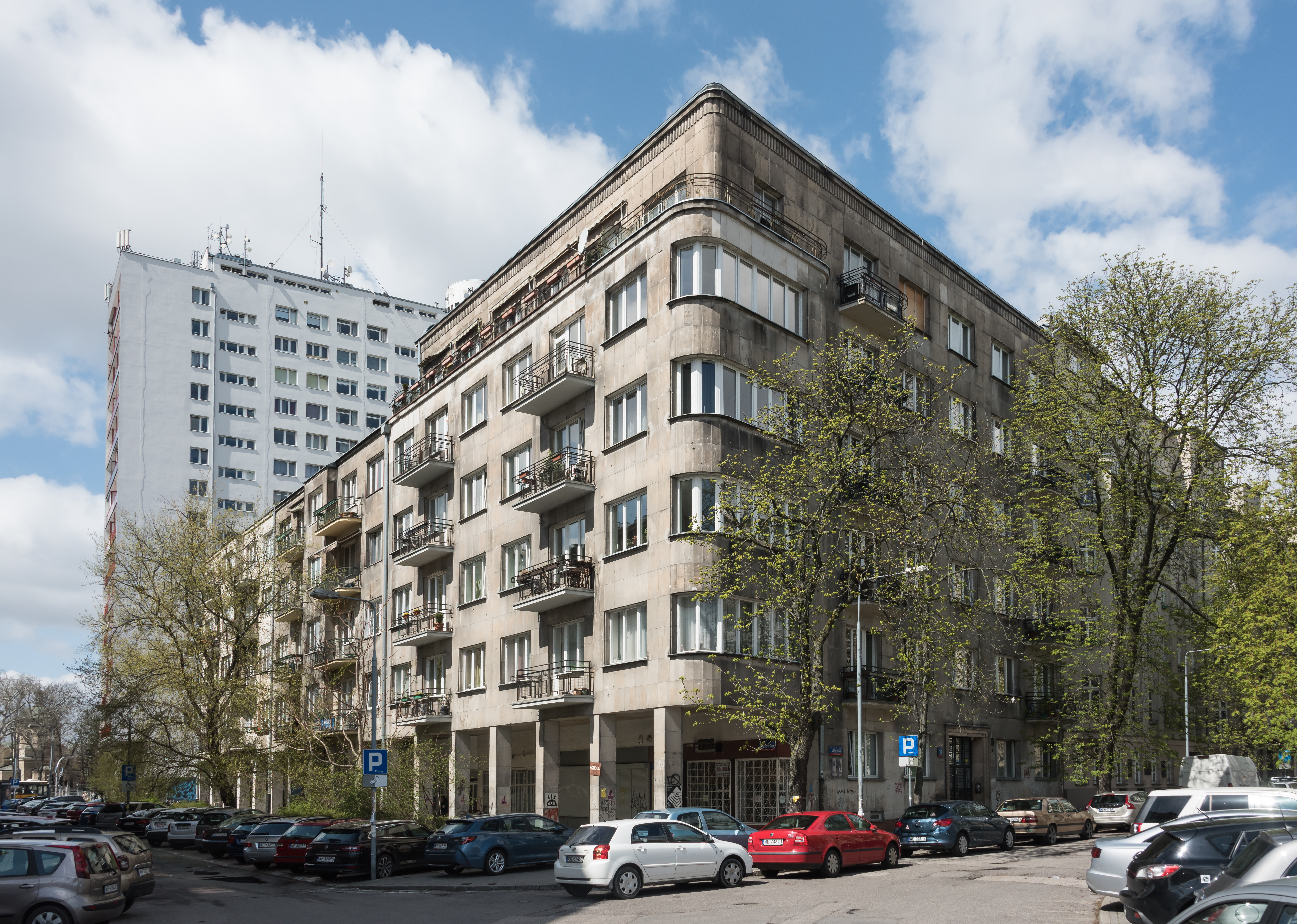
Budynek byłego Przedstawicielstwa Handlowego ZSRR przy ul. Chocimskiej 33 (1938)

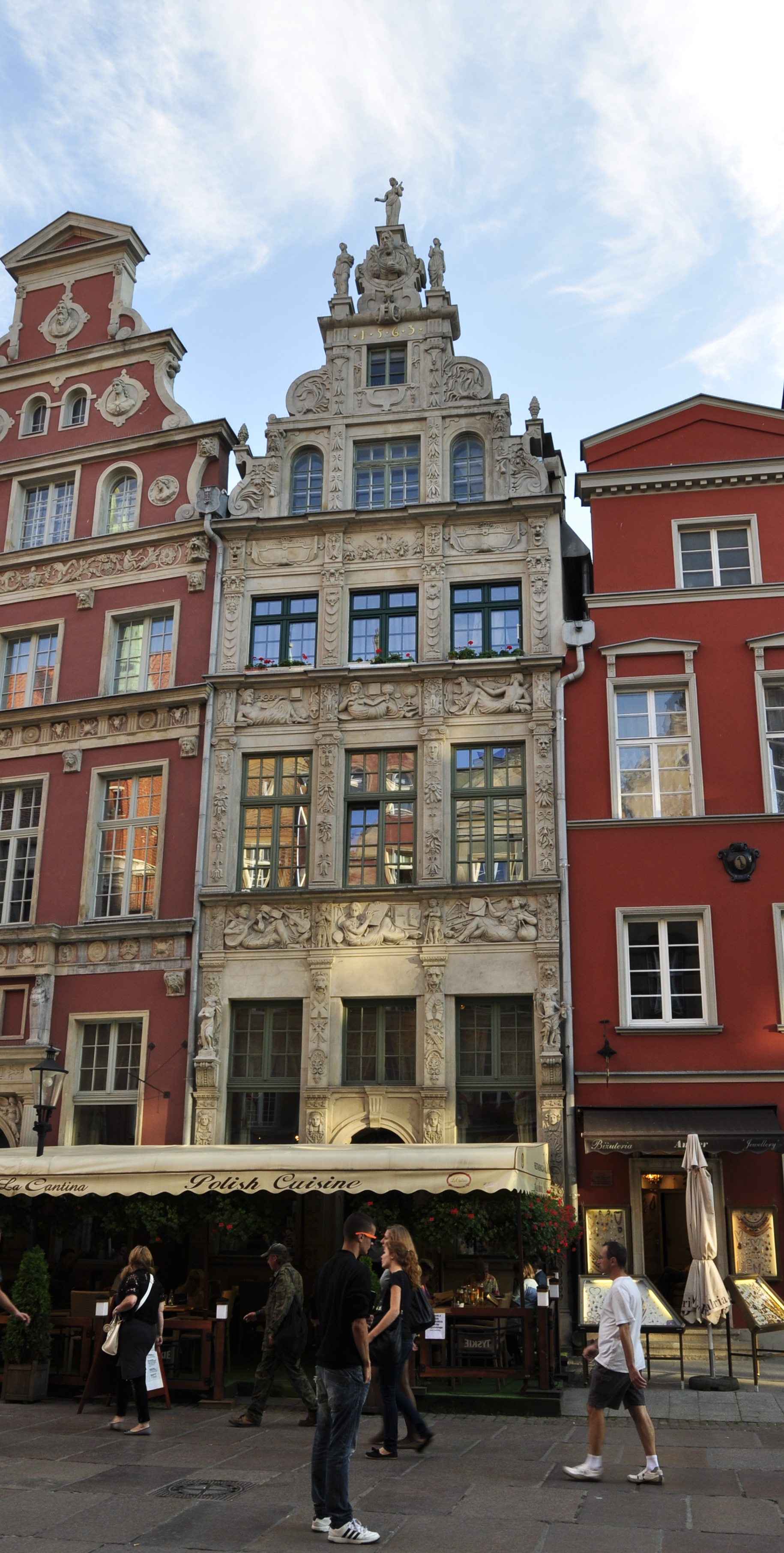
Była siedziba Przedstawicielstwa Handlowego ZSRR w Gdańsku przy ul. Długiej 37 (1929)

Przedstawicielstwo Handlowe Rosji w Polsce (ros. Торговое представительство Российской Федерации в Польше) – istotną rolę w utrzymywaniu stosunków gospodarczych Rosji, zaś wcześniej RFSRR i ZSRR, pełnią przedstawicielstwa handlowe tego kraju zagranicą, najczęściej wchodząc w skład oficjalnych przedstawicielstw dyplomatyczno-konsularnych – ambasad lub konsulatów, których pracę koordynował resort odpowiedzialny w danym czasie za prowadzenie spraw handlu zagranicznego, obecnie Ministerstwo Rozwoju Gospodarczego Federacji Rosyjskiej. 
Pierwsze Przedstawicielstwo Handlowe ówczesnej RFSRR w Polsce utworzono w 1921. W sierpniu 1923 zmieniło nazwę na Przedstawicielstwo Handlowe ZSRR w Polsce; w 1991 na Przedstawicielstwo Handlowe Federacji Rosyjskiej.

## Przedstawiciele handlowi
Na czele Przedstawicielstw Handlowych stoją przedstawiciele handlowi. W Polsce byli to:

### od 1921
- 1921-1922 – Samuel Grodzieński (Самуил Гродзенский)
- 1921-1922 – Siergiej Gorczakow (Сергей Горчаков, Гринцер)
- 1922 – Piotr Ziw (Петр Зив)
- 1922-1923 – Siergiej Gorczakow (Сергей Горчаков, Гринцер)
- 1923- – S. Minkiewicz (С. Минкевич)

### 1923-1945
- 1926-1927 – M. Firsow (М. Фирсов)[1]
- 1928 – Aleksiej Lazariew (Алексей Лазарев)
- 1929 – Nikołaj Popof (Николай Попов)[2]
- 1930-1932 – Sergej Klimochin (Сергей Климохин)[3]
- 1932-1934 – Jan Abel (Ян Абель)
- 1934-1936 – Anton Tamarin (Антон Тамарин)
- 1937- – Eichenwald (Эйхенвальд)
- 1937[4]-1938 – Anatol Titow (Анатолий Титов)
- 1939 – Michaił Nikitin (Михаил Никитин)[5]

### po 1945
- 1945-1948 – M. Łoszakow (М. Лошаков)
- 1948-1951 – Jewgenij Babarin (Евгений Бабарин)
- 1953-1955 – Dmitrij Kazjukow (Дмитрий Казюков)
- 1956 – M. Bodalew (М. Бодалев)[6]
- 1957-1958 – Aleksiej Trusow (Алексей Трусов)
- 1961-1963 – Jewgenij Babarin
- Borys Kołtunow (Борис Колтунов)
- 1999-2008 – dr Nikolaj Iwanowicz Zachmatow (Николай Иванович Захматов)
- 2009-2014[7] – Ekaterina Beljakowa (Екатерина Белякова)
- 2015[8]-2021[9] – dr Władimir Nefedow (Владимир Нефедов)
- od 2021[10] – Anton Morozow (Морозов Антон Юрьевич)